# Burebista

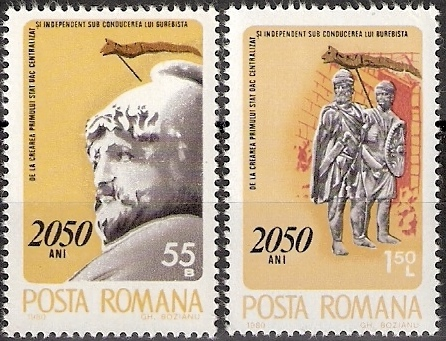
Rumänskt frimärke med framställning av Burebista.

Burebista (grekiska Βυρεβίστας), död 44 f.Kr., var en dakisk kung från 82 f.Kr. till sin död.
Burebista enade geternas och dakernas stammar och ledde plundringståg i centrala och sydöstra Europa. Han mördades i samband med en kupp.